# Tweede Kamerverkiezingen 2010/Kandidatenlijst/Partij één

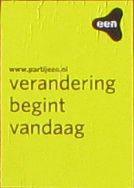
Campagneposter

De kandidatenlijst voor de Tweede Kamerverkiezingen 2010 van Partij één werd op 27 april 2010 bekendgemaakt.

## De lijst
1. Yesim Çandan - 1.319
2. Josiene Jessurun - 107
3. Layana Mokoginta - 44
4. Alwine van Heemstra - 56
5. Nafize Şener - 64
6. Miriam Ruigrok - 62
7. Lies Visscher-Endeveld - 43
8. Meino Zandwijk - 29
9. Huib Poortman - 21
10. Menno Lanting - 22
11. Bart van Kampen - 31
12. Dennis Karpes - 21
13. Harry Starren - 17
14. Mathieu Weggeman - 50
15. Nilgun Yerli - 73
16. Awraham Soetendorp - 83

CDA · PvdA · SP · VVD · PVV · GroenLinks · ChristenUnie · D66 · PvdD · SGP · Nieuw Nederland · TON · MenS · Heel Nederland · Partij één · Lijst 17 · Piratenpartij · Lijst 19 (EPN)